# Vea (Estland)
Vea (ook wel Veaküla genoemd) is een plaats in de Estlandse gemeente Peipsiääre, provincie Tartumaa. De plaats heeft de status van dorp (Estisch: küla) en telt 36 inwoners (2021).
De plaats lag tot in oktober 2017 in de gemeente Pala en in de provincie Jõgevamaa. In die maand ging de gemeente op in de gemeente Peipsiääre. Pala verhuisde daarbij van de provincie Jõgevamaa naar de provincie Tartumaa.
De rivier Haavakivi, een zijrivier van de Kääpa, loopt door Vea.

## Geschiedenis
Vea stond achtereenvolgens bekend onder de namen Wyakula (1582), Wehakul (1585), Wichakule (1592), Weokullast (1722) en Wiacks of Weakull (1758). Het dorp lag op het landgoed van Jaegel (Jõe). Het bestuurscentrum van het landgoed Jõe lag in het dorp Jõemõisa, dat sinds 1945 Pedassaare heet.
In de jaren dertig van de 20e eeuw werd het buurdorp Särje bij Vea gevoegd; in 1977 volgden Kogri en Ojaküla.